# Kiryl Relikh
Kiryl Relikh est un boxeur biélorusse né le 26 novembre 1989 à Baranovichi.

## Carrière
Passé professionnel en 2011, il remporte le titre vacant de champion du monde des poids super-légers WBA en s'imposant aux points contre le cubain Rances Barthelemy le 10 mars 2018. Relikh conserve son titre le 7 octobre 2018 après une nouvelle victoire aux points contre Eduard Troyanovsky avant de s'inliner face à Regis Prograis par arrêt de l'arbitre au 6e round le 27 avril 2019.

## Référence
1. ↑  (en) Kiryl Relikh vs. Rances Barthelemy (2nd meeting) (boxrec.com)